# Iglesia de San Esteban (Alangua)
La iglesia de San Esteban es un templo católico situado en la localidad de Alangua, en el municipio español de Salvatierra.

## Descripción
El edificio se encuentra en la localidad alavesa de Alangua, en la comunidad autónoma del País Vasco. Construido en el siglo XVI, está protegido bajo la categoría de «zona de presunción arqueológica». Se menciona como iglesia parroquial del lugar en el Diccionario geográfico-estadístico-histórico de España y sus posesiones de Ultramar de Pascual Madoz, donde se dice lo siguiente sobre su situación a mediados del siglo XIX: «la igl. parr. (S. Estéban) es aneja del cabildo ecl. de Salvatierra y servida por uno de sus beneficiados». Décadas después, ya en el siglo XX, Vicente Vera y López vuelve a reseñarla en el tomo de la Geografía general del País Vasco-Navarro dedicado a Álava con las siguientes palabras: «parroquia de categoría rural de segunda clase, dedicada á San Esteban y perteneciente al arciprestazgo de Salvatierra».
Los registros sacramentales de bautismos, matrimonios y decesos generados por la parroquia de San Esteban desde el siglo XV hasta el final del XIX se conservan con los del resto de iglesias de la provincia en el Archivo Histórico Diocesano de Vitoria, donde pueden consultarse.